# Piero Ferri
Pietro (Piero) Ferri (Castel San Giovanni, 17 gennaio 1935 – Castel San Giovanni, 24 novembre 2016) è stato un allenatore di calcio e calciatore italiano, di ruolo centrocampista.

## Caratteristiche tecniche

### Giocatore
Centrocampista impiegato come mediano e saltuariamente come mezzala, faceva della fisicità il suo punto di forza, soprattutto nella fase difensiva. Discretamente dotato sotto il punto di vista tecnico, era in grado all'occorrenza di impostare la manovra d'attacco.

## Carriera

### Calciatore
Inizia a giocare nell'Olubra di Castel San Giovanni, che nel 1954 lo cede al Piacenza. Con la maglia biancorossa disputa cinque campionati (3 di Serie C e 2 di IV Serie), imponendosi come titolare a partire dalla stagione 1957-1958 nella quale conquista la promozione in Serie C. Nel 1959 passa al Mantova, appena promosso in Serie B sotto la guida di Edmondo Fabbri, con cui ottiene il quarto posto mancando la promozione in Serie A. Nella stagione successiva viene ceduto al Palermo. In maglia rosanero conquista la promozione in Serie A nella stagione 1960-1961, giocando 37 presenze e segnando una rete, al fianco del compaesano Stefano Bernini.
Riconfermato per la stagione 1961-1962, esordisce nella massima serie il 27 agosto 1961 in Bologna-Palermo (1-0), sotto la guida del duo Remondini-Montez. Dopo aver totalizzato 3 presenze, a causa di un litigio con il presidente Casimiro Vizzini Ferri chiede di essere ceduto nel mercato autunnale di riparazione. La trattativa con la Fiorentina non si concretizza e rimane inattivo fino al gennaio 1962, quando viene ceduto alla Reggiana, in Serie B, senza poter evitare la retrocessione. La sua carriera proseguirà tra Serie B e C con le maglie di Monza e Casertana, con cui ottiene un terzo posto nel campionato di Serie C 1964-1965.

### Allenatore
Terminata la carriera agonistica diventa allenatore: dopo gli esordi nel piacentino con Castellana, Pianellese e Borgonovese, guida il Codogno alla vittoria nel campionato di Promozione 1979-1980, mancando la promozione in Serie D agli spareggi. Nelle annate successive allena anche il Casteggio (in due riprese), la Portalberese e la Mottese, tutte formazioni dilettantistiche tra le provincie di Lodi e Pavia.

## Palmarès

### Allenatore

#### Competizioni regionali
- Promozione: 1

Codogno: 1979-1980